# 沃茲涅先卡 (阿拉斯加州)
沃茲涅先卡（英語：Voznesenka）是位於美國阿拉斯加州基奈半島自治市鎮的一個非建制地區。該地的面積和人口皆未知。

## 地理
沃茲涅先卡的座標為59°47′41″N 151°06′30″W / 59.79472°N 151.10833°W，而該地的平均海拔高度為306米（即1000英尺）。